# Werner (Lavant)
Werner (* im 13. Jahrhundert; † 6. Februar 1317) war Bischof von Lavant.
Werner war möglicherweise der Sohn des Wulfing von Stubenberg, seines Vorgängers auf dem Lavanter Bischofsstuhl, und der Gräfin Elisabeth von Ortenberg. Er war erzbischöflicher Kaplan und Notar in Salzburg. Als Wulfing von Stubenberg zum Bischof von Bamberg wurde, wurde Werner durch den Salzburger Erzbischof Konrad IV. von Fohnsdorf zum neuen Bischof von Lavant ernannt.  
Werner nahm an der Provinzialsynode in Salzburg teil, auf der unter anderen über Hilfe für das Heilige Land verhandelt wurde. Er verstarb am 6. Februar 1317, seine Grabstätte ist unbekannt.